# Az Air Canada úti céljai
Az Air Canada Kanada nemzeti légitársasága és egyben a legnagyobb Kanadában. Az 1937-ben Trans Canada Air Lines néven alapított légitársaság körülbelül 220 célállomást szolgál ki a világ mind a hat kontinensén. A légitársaság legnagyobb bázisrepülőterei a Toronto Pearson nemzetközi repülőtér, amelyet a Montréal–Trudeau nemzetközi repülőtér, a Vancouver nemzetközi repülőtér és a Calgary nemzetközi repülőtér követ. Az Air Canada Észak-Amerika 5. legnagyobb légitársasága, és a Star Alliance alapító tagja. 2019-ben az Air Canada a leányvállalataival együtt több mint 51 millió utast szállított.
Az alábbi lista azokat a repülőtereket tartalmazza, amelyeket az Air Canada menetrendszerinti járatai szolgálnak ki. Nem tartalmazza a kizárólag az Air Canada Rouge és az Air Canada Express által kiszolgált repülőtereket.

## Fordítás
- Ez a szócikk részben vagy egészben  a   List of Air Canada destinations című angol Wikipédia-szócikk ezen változatának fordításán alapul.  Az eredeti cikk szerkesztőit annak laptörténete sorolja fel. Ez a jelzés csupán a megfogalmazás eredetét és a szerzői jogokat jelzi, nem szolgál a cikkben szereplő információk forrásmegjelöléseként.